# Muralhas de Pamplona
As Muralhas de Pamplona (em basco:  Iruñeko harresiak, em castelhano:  Murallas de Pamplona) são os muros que cercam o bairro histórico de Casco Antiguo, na cidade de Pamplona, na comunidade autónoma e província espanhola de Navarra.